# Равис
Равис (ООО «Равис – птицефабрика Сосновская») — крупнейший агрохолдинг Южного Урала, специализирующийся на производстве мяса птицы, яиц и других продуктов животноводства. Входит в топ-10 птицеводческих предприятий России по объёмам производства. Штаб-квартира и основное производство расположены в посёлке Рощино (Челябинская область).

## История

#### Советский период
- 1977: Совет Министров СССР принял постановление № 360 о строительстве птицефабрики «Промышленная» для обеспечения региона куриным мясом и яйцами[6].
- 1978–1981: Начало строительства и запуск первого пускового комплекса.

#### Постсоветский период
- 1992: Реорганизация в АОЗТ «Равис – птицефабрика Сосновская».
- 2000-е: Расширение производства, создание вертикально интегрированного холдинга с замкнутым циклом (от кормопроизводства до розничной торговли).
- 2010-е: Выход на международные рынки (Казахстан, Китай), открытие новых ферм и перерабатывающих мощностей.

## Деятельность

### Производственные мощности
Холдинг включает:
- 6 сельхозпредприятий в Еткульском, Варненском, Сосновском и Уйском районах.
- 3 племрепродуктора (Еткульский, Шершневский, Песчаный).
- Кормозаводы с годовой мощностью 300 тыс. тонн комбикормов.
- Мясоперерабатывающие цеха (производство колбас, полуфабрикатов).

### Продукция
- Мясо бройлеров (до 100 тыс. тонн в год).
- Яйца (свыше 1 млрд штук ежегодно).
- Свинина и говядина.
- Готовая мясная продукция под брендами «Равис», «Сосновская птица».

## Рынки сбыта
- Россия: Урал, Сибирь, Дальний Восток.
- Экспорт: Казахстан, Китай[7][8][9] (с 2019 года).

## Руководство
Андрей Ишмаметьев (генеральный директор с 2022 года и по наст. время).
Ранее компанию возглавляли:
- Б. Е. Соковцев (1981—85)
- М. А. Лежнев (1985—95)
- И. Л. Черепанов (1995—96)
- А. Б. Еськов (1996—97)
- П. Г. Ивлев (1997—98)
- С. М. Сергеев (1999—2000)
- П. А. Подгорнов (2000—2011)
- Косилов А.Н (2011—2022)

### Награды
- Агро-2015 - восьми наград
- Агро-2016 - 16 наград
- Агро-2017 - 6 наград[10]
- VI Межрегиональная агропромышленная выставка Уральского федерального округа - 6 наград[11]
- Агро-2019 - 6 наград[12]

## Скандалы
- 2013 год - «Равис» в центре скандала: возбуждено дело о попытке захвата ПКЗ «Дубровский»[13][14]
- 2019 год - Гендиректора «Рависа» Андрея Косилова оштрафовали за экологические нарушения птицефабрики[15]
- 2019 год - Скандал вокруг халяльной продукции агрохолдинга «Равис» получил мощный резонанс[16]
- 2019 год - Бывший челябинский вице-губернатор устроил ДТП на «встречке»[17][18][19]
- 2020 год - Отходы отгоняют «Равис»[20]